# Льгово (Вологодская область)
Льгово — деревня в Шекснинском районе Вологодской области.
Входит в состав сельского поселения Ершовского, с точки зрения административно-территориального деления — в Ершовский сельсовет.
Расстояние по автодороге до районного центра Шексны — 24,3 км, до центра муниципального образования Ершово — 0,8 км. Ближайшие населённые пункты — Афанасово, Логиново, Ершово.
По переписи 2002 года население — 15 человек.